# Amapá (gemeente)
Amapá is een gemeente in de Braziliaanse deelstaat Amapá. De gemeente telt 7.802 inwoners (schatting 2009).

## Geografie

### Hydrografie
De plaats ligt aan de rivier de Amapá Pequeno die uitmondt via de rivier de Flechal in de Atlantische oceaan. Ook de rivieren de Amapá Grande en Araguari monden uit in de Atlantische oceaan.

### Aangrenzende gemeenten
De gemeente grenst aan Calçoene, Cutias, Macapá, Pracuúba en Tartarugalzinho.

### Beschermde gebieden

#### Bosgebieden
- Floresta Nacional de Amapá
- Reserva Biológica do Lago Piratuba

#### Eiland
- Estação Ecológica de Maracá-Jipioca

## Verkeer en vervoer

### Wegen
De gemeente Amapá is via de hoofdweg BR-156 verbonden met Macapá, de hoofdstad van de staat Amapá.